# Вооружённое восстание отряда 684
Вооружённое восстание отряда 684 (кор. 실미도 사건, «Инцидент в Сильмидо») — военный инцидент, произошедший 21 августа 1971 года в Южной Корее.

## Восстание
В задачи отряда 684, созданного в 1968 году в ответ на неудавшуюся диверсию северокорейского отряда 124 и формально входившего в состав ВВС Республики Корея входили диверсионные операции на территории КНДР, включая планировавшаяся операция по убийству северокорейского лидера Ким Ир Сена. Однако к августу 1971 года, на фоне разрядки отношений между двумя странами, многократно откладывавшаяся операция была окончательно отменена.
23 августа 1971 года 24 члена отряда подняли вооружённое восстание на острове Сильмидо, где было расквартировано подразделение. Ранним утром они перебили практически весь военный персонал острова (выжило 6 человек), захватили оружие и на захваченной лодке перебрались на материковую часть Кореи. Там члены отряда захватили рейсовый автобус с пассажирами, следовавший в Сеул. Автобус был перехвачен армейскими частями и полицейскими силами в черте Сеула. Двадцать человек из числа восставших были убиты или покончили жизнь самоубийством с помощью гранат. В живых удалось захватить четырёх человек.

## Последствия
Четыре выживших отряда 684 были приговорены военным трибуналом к смерти и казнены 10 марта 1972 года. Сведения, касающиеся отряда и предпринятого им восстания были засекречены правительством вплоть до 2000-х годов, сам отряд был расформирован в 1971 году.
Внимание южнокорейской общественности к судьбе отряда 684 было привлечено в 2003 году, когда по мотивам романа писателя Пэк Дон Хо был снят фильм «Сильмидо». Общественный резонанс вынудил корейское правительство признать факт существования отряда и произошедшего восстания. В 2010 году семьи 21 члена отряда 684 через суд добились от правительства Республики Корея выплаты компенсаций в размере 273 миллионов вон. Суд постановил, что «участники лагеря Сильмидо не были проинформированы об уровне опасности, связанной с их подготовкой, а суровость подготовки нарушала их основные права человека», также признав моральный ущерб, причинённый правительством членам семей, официально не раскрывавшего информацию о смерти членов отряда до 2006 года.